# Java-Bode

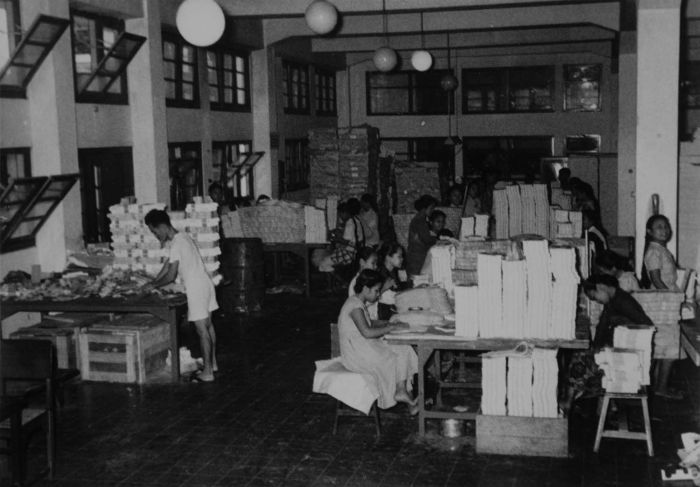
Het vouwen van drukwerk in het kantoor van de Java-bode in de jaren vijftig

De Java-Bode is een krant die van 1852 tot 1957 werd uitgegeven in Batavia in Nederlands-Indië.
Op 11 augustus 1852 werd de krant voor het eerst uitgegeven. Ze verscheen aanvankelijk twee keer per week. Tijdens het bewind van hoofdredacteur Conrad Busken Huet werd de Java-Bode vanaf 1 december 1869 een dagblad. Van maart 1942 tot in 1949 verscheen ze niet vanwege de Japanse bezetting van Nederlands-Indië. In maart 1957 verscheen ze voor het laatst. Batavia was toen al Djakarta in het onafhankelijke Indonesië.
Het was een krant met een liberale toon, maar onder Busken Huet werd ze conservatiever. Vanaf 1932 werd de koers onder Henri Zentgraaff, die als hoofdredacteur aanbleef tot 1939, zelfs zeer "rechts", wat door de schrijver E. du Perron zwaar bekritiseerd werd.
Aan de Java-Bode zijn bekende redacteuren en journalisten verbonden geweest, onder wie Conrad Busken Huet (hoofdredacteur 1868-1873), Jan Eduard van Someren Brand (feuilletonschrijver vanaf 1889), Dirk Verbeek (hoofdredacteur tot 1911), Dominique Willem Berretty (redacteur vanaf omstreeks 1915), Johan Alberts (redacteur vanaf omstreeks 1918), Herman Salomonson (hoofdredacteur 1923-1926 en auteur van de rubriek Rijmkronieken van Melis Stoke), Johan Ernst Jasper (hoofdredacteur 1929-1932) en Alfred van Sprang (redacteur 1940-1942).